# Bona Septano
Bona Septano (Medan, 22 de septiembre de 1987) es un deportista indonesio que compitió en bádminton. Ganó una medalla de bronce en el Campeonato Mundial de Bádminton de 2011 en la prueba de dobles.

## Palmarés internacional
| Campeonato Mundial | Campeonato Mundial    | Campeonato Mundial | Campeonato Mundial |
| Año                | Lugar                 | Medalla            | Prueba             |
| ------------------ | --------------------- | ------------------ | ------------------ |
| 2011               | Londres (Reino Unido) | Medalla de bronce  | Dobles             |